# Ruddalens idrottscentrum
Ruddalens idrottscentrum är en idrottsanläggning i Ruddalen i Göteborg. Den har ett flertal fotbollsplaner, en bandybana och en skridskohall. Den senare byggdes om inför världsmästerskapen i hastighetsåkning på skridskor 2003. I övrigt finns en gräsplan och två grusplaner. Dessutom finns ytterligare tre grusplaner avsedda för sjumannafotboll. Till Ruddalens fotbollsplaner byggdes under 2006 ny omklädningsbyggnad.
Inom anläggningen finns även bad, bastu, cirkelträning, frisbeegolf, friskvårdstjänster, gym, juniorträning och motionsspår.
Ruddalens bandybana är hemmaplan för sportklubben SK Höjden som bedriver omfattande ungdomsverksamhet inom Bandy. Gais spelade sina hemmamatcher på Ruddalens bandybana innan de flyttade till den nya arenan på Arena Heden i centrala Göteborg 2008.

### Fotnoter
1. ↑  Kom igång : en tidning om friskvård från idrotts- och föreningsförvaltningen. Göteborg [2014], sid. 14.